# Pont-Saint-Mard
Pont-Saint-Mard är en kommun i departementet Aisne i regionen Hauts-de-France i norra Frankrike. Kommunen ligger  i kantonen Coucy-le-Château-Auffrique som ligger i arrondissementet Laon. År 2022 hade Pont-Saint-Mard 185 invånare.

## Befolkningsutveckling
Antalet invånare i kommunen Pont-Saint-Mard
Referens: INSEE